# Parque tecnológico de Burgos
El Parque Tecnológico de Burgos está previsto que sea un espacio de empresas tecnológicas situado en la ciudad española de Burgos. Fue promovido por la Junta de Castilla y León en 2006, encontrándose actualmente en construcción. En 2010 se comenzaron los trabajos de la primera fase de urbanización, que fueron paralizados a finales de 2011 por falta de presupuesto y problemas legales cuando estaba ejecutado al 60%. Reanudadas las obras en marzo de 2019, la previsión es que finalicen en 2021, aceptándose ya reservas de suelo.

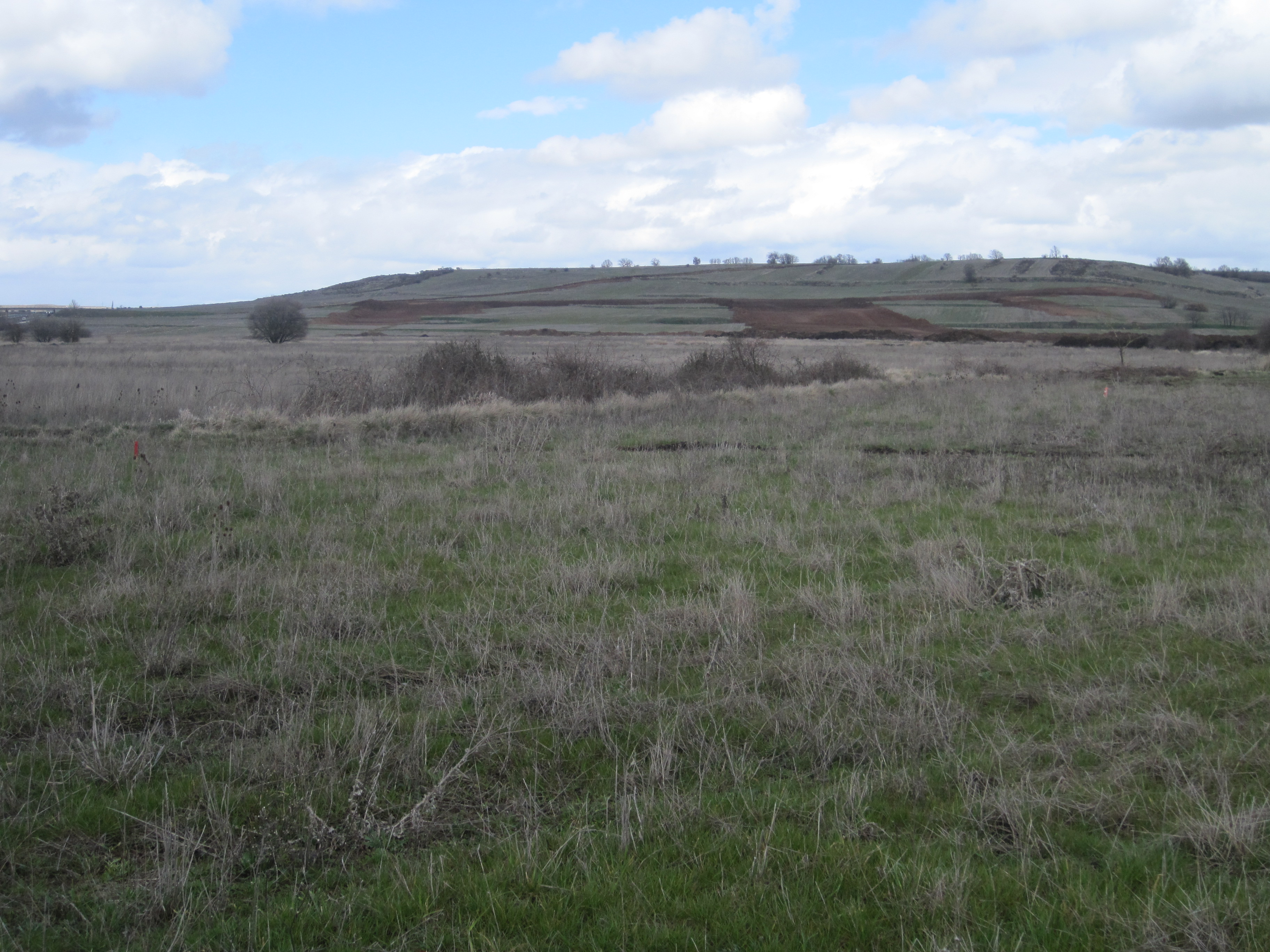
Terrenos que ocuparán el futuro parque, puede apreciarse el movimiento de tierras.

Contará con una superficie de 123,79 Ha, lo que lo convertirá en el parque tecnológico más extenso de la comunidad. Albergará empresas que promuevan y realicen cualquier tipo de investigación, y se espera que concentre especialmente de sectores tales como la automoción, agroalimentario, nuevos materiales, telecomunicaciones, bienes de equipo y robótica.

## Ubicación

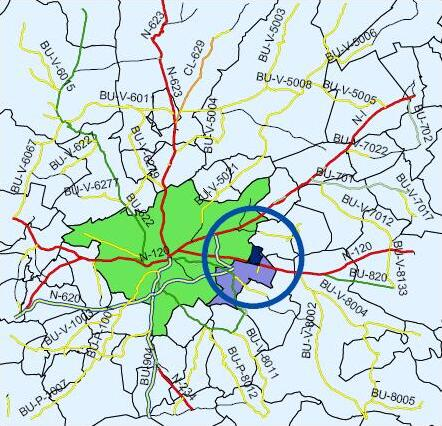
Situación del futuro Parque Tecnológico, marcado en color azul oscuro.

El parque se encuentra situado en la zona este de la ciudad, ocupando los términos municipales de Burgos y Cardeñajimeno. Su extensión está flanqueada al sur por la  N-120 , y al oeste por la  AP-1 .
Gracias a su conexión con la  N-120 , posee una acceso rápido al futuro centro logístico de Villafría. Además, está a tan solo 3 km del aeropuerto, y a 8 km de la estación de ferrocarriles, la cual tendrá parada de alta velocidad en 2015.

## Accesos
Inicialmente, se ha previsto como único acceso la carretera  N-120 , la cual se dotará de la infraestructura necesaria para poder acceder en ambos sentidos de circulación a través de varias rotondas.

## Instalaciones
Cuenta con una superficie de 124 hectáreas de las cuales el 45% están destinadas a asentamiento de empresas.
Los requisitos tecnológicos y urbanísticos que definirán las 124 hectáreas del Parque Tecnológico de Burgos son similares a los establecidos en los recintos de Boecillo (Valladolid) y León: desarrollar actividades empresariales y servicios con un alto componente tecnológico con personal técnico cualificado y respeto medioambiental en sus procesos.
La suma de las superficies de los tres Parques dotan a Castilla y León de 3.000.000 de metros cuadros de suelo destinado a empresas innovadoras de base tecnológica.
El desglose de las ocupaciones es el siguiente:
- Suelo de industria nido: 26.487,80 m².
- Suelo industria media: 222.131,77 m².
- Suelo industria extensiva: 303.178,59 m².
- Equipamiento privado: 48.705,85 m²
- Zonas verdes y espacios libres: 205.573,33 m².

## Problemas legales
El proyecto fue paralizado en 2011, a raíz de una sentencia del Tribunal Superior de Castilla y León a instancias del Ayuntamiento de Cardeñajimeno, que reclamaba mejores aprovechamientos del suelo del parque tecnológico por entender minusvalorados en el proyecto los derechos de su municipio.
Desde entonces se han vuelto a redactar proyectos, solicitar informes externos y expropiar terrenos, con el objetivo de cumplir la sentencia y subsanar otros defectos relacionados con servidumbres aéreas e impacto ambiental.
Las obras se han reanudado en marzo de 2019 y la previsión es que finalicen en 2021.